# Lynn Flewelling
Lynn Flewelling, all'anagrafe Lynn Elizabeth Beaulieu (Presque Isle, 20 ottobre 1958), è una scrittrice statunitense, specializzata nel genere fantasy, conosciuta soprattutto per due serie pluripremiate: il ciclo di Kerry e Tamír Triad.

## Biografia
Lynn, cresciuta nel nord del Maine, è vissuta su entrambe le coste americane ed ha viaggiato in tutto il mondo, e le esperienze acquisite si riflettono nei suoi scritti. Ha lavorato come insegnante, imbianchina, tecnico autoptico, editrice free-lance e giornalista. Si è sposata con Douglas Flewelling nel 1981 ed ha due figli. Vive attualmente nella città di Redlands, dove continua a scrivere mentre, parallelamente, insegna scrittura creativa nella locale università. La Flewelling si è convertita al Thiền vietnamita, dopo aver preso i voti dal monaco Thích Nhất Hạnh, e pratica la meditazione buddista. È femminista e supporta i Diritti LGBT. Riguardo a questi temi ha dichiarato: “Ho sempre pensato che le persone sono persone, ed è sbagliato discriminare in base a quale genere o gruppo si appartiene.”

## Scrittura
Il primo romanzo del ciclo di Kerry L'arciere di Kerry, è stato nominato Miglior Opera Prima dal Locus Magazine ed è risultato finalista per il Compton Crook Award. I romanzi Il traditore di Kerry (Traitor's Moon, 2000) e Hidden Warrior (2004), invece, risultano entrambi finalisti per lo Spectrum Award. I suoi libri sono attualmente pubblicati in 13 Paesi. Nel 2005 è stato pubblicato anche il primo volume in lingua giapponese de l'arciere di Kerry. I lettori possono contattarla tramite il suo sito, il suo blog giornalistico, il suo gruppo Yahoo!, o durante le sue numerose apparizioni nelle convention dei Comic-Con americani o nel ConBust dello Smith College. Le sue opere sono state elogiate da scrittori famosi come: George R. R. Martin, Orson Scott Card, Elizabeth Hand, Robin Hobb, and Katherine Kurtz. La casa produttrice di film indipendenti Csquared Pictures ha acquistato i diritti dei primi tre libri del ciclo di Kerry, ma non ha ancora iniziato con la produzione dei film.
La Flewelling ha citato molti autori quali fonti di ispirazione per il suo lavoro, includendo Ray Bradbury, William Faulkner, T. S. Eliot, Omero, Stephen King, Joyce Carol Oates, William Shakespeare, Ernest Hemingway, Mary Renault, Anne Rice, e Arthur Conan Doyle. Ha espresso, inoltre, la sua ammirazione per le opere di Isaac Asimov, William Kotzwinkle, Ellen Kushner, C. S. Lewis, Toni Morrison, Shirley Jackson, E. B. White, J. M. Barrie, e Michael Moorcock.
Le opere della Flewelling hanno trattato spesso temi relativi al mondo LGBT e all'orientamento sessuale. I protagonisti del ciclo di Kerry, Alec e Seregil, sono infatti entrambi bisessuali e lei ha dichiarato che la loro creazione è avvenuta in risposta all'assenza o all'emarginazione presente nel genere fantasy nei confronti dei personaggi LGBT. La serie Tamir Triad, che combina gli elementi di un dramma psicologico con una storia horror di fantasmi, ha come protagonista un personaggio che cambia sesso. Le sue opere hanno attirato l'attenzione di tutti proprio per questi temi.

## Opere

### Romanzi

#### Ciclo di Kerry (The Nightrunner Series)
- L’arciere di Kerry (Luck in the Shadows, 1996)
- Alec di Kerry (Stalking Darkness, 1997)
- Il traditore di Kerry (Traitor's Moon, 1999)
- Shadows Return (2008, non ancora tradotto in italiano)
- The White Road (2010, non ancora tradotto in italiano)
- Casket of Souls (2012, non ancora tradotto in italiano)
- Shards of Time. (2014, non ancora tradotto in italiano)

#### Tamír Triad
- The Bone Doll's Twin (2001, non ancora tradotto in italiano)
- Hidden Warrior (2003, non ancora tradotto in italiano)
- Oracle's Queen (2006, non ancora tradotto in italiano)

### Racconti
- "Letter To Alexi" Prisoners of the Night, 1995 (non ancora tradotto in italiano)
- "Raven's Cut" Assassin Fantastic anthology, Martin Greenberg and Alex Potter, ed. DAW books. (non ancora tradotto in italiano)
- "The Complete Nobody's Guide to Query Letters" Speculations, 1999, reprinted on SFWA website and in The Writer's Guide to Queries, Pitches and Proposals by Moira Allen, Allsworth Press (2001, non ancora tradotto in italiano)
- "Perfection"  Elemental: The Tsunami Relief Anthology: Stories of Science Fiction and Fantasy, Steven Savile and Alethea Kontis, ed, TOR Books, 2006. (non ancora tradotto in italiano)
- "Glimpses" (3 Crow Press, September 2010) - A Collection of Nightrunner Short Stories (non ancora tradotto in italiano)